# Iglika (obwód Szumen)
Iglika (bułg. Иглика) – wieś w Bułgarii, w obwodzie Szumen, w gminie Chitrino. W 2024 roku liczyła 274 mieszkańców. W języku bułgarskim oznacza prymulę.